# Parc national de Nki
Le parc national de Nki est l'un des parcs nationaux du Cameroun.

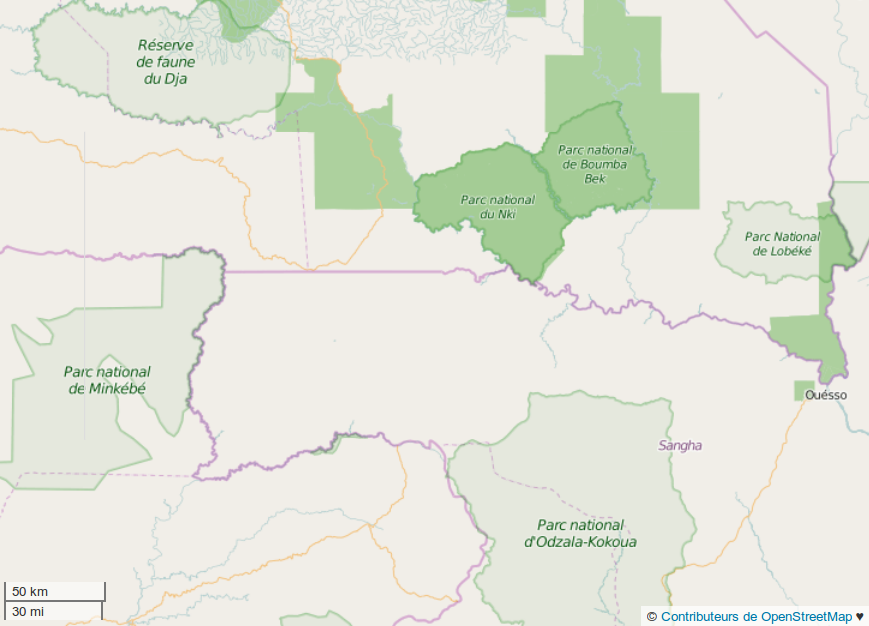

## Localisation
Situé dans la région de l'Est Cameroun, le parc national de Nki est une aire protégée de 309362 ha avec un terrain accidenté et quelques collines. Elle est d'une beauté exceptionnelle marquée par de multiples clairières ou bai qui favorisent l'observation des animaux.

## Biodiversité
En termes de biodiversité, ce parc est très riche en espèces fauniques et floristiques.

### Faune
Le parc compte environ 180 mamifères dont 34 espèces de grands mamifères. les gorilles sont abondants et on compte environ 6000 gorilles adultes. le parc abrite aussi d'autres espèces de primates diurnes tels que le macaque à crête qui est une espèce en voie de disparition.

### Flore
Le parc national de Nki regorge un mélange de forêt simpervirente, de forêt semi-décidue et d'une forêt mixte. on y retrouve 831 espèces de plantes et 14 types de formation végétale.

## Milieu physique

### Climat
Le climat dominant est du type tropical caractérisé par une alternance de 4 saisons dont deux saisons de pluies et deux saisons sèches.

### Hydrographie
De par sa forme, le relief a une influence sur le système hydrographique et donc les cours d'eau coulent vers le sud pour rejoindre les rivières Dja et Ngoko qui à leur tour sont des affluents du fleuve Congo.